# Financial District (Toronto)
Financial District (em português: Distrito Financeiro) é um bairro e distrito financeiro de Toronto, Ontário, Canadá, localizada dentro do centro da cidade. Foi originalmente planejada como New Town (Nova Cidade), em 1796, como uma extensão da cidade de segunda categoria (town) de York (que viraria depois o bairro St. Lawrence. É o principal distrito financeiro de Toronto, e é o coração financeiro do país. Seus limites são o Queen Street ao norte, Yonge Street ao oeste, Front Street ao sul, e University Avenue ao oeste, embora vários prédios de escritórios estejam sendo construidos fora desta área, que estenderá os limites do bairro.